# Distretto di Sabinov
Il distretto di Sabinov (okres Sabinov) è un distretto della regione di Prešov, nella Slovacchia orientale.
Prima del 1918, il distretto era parte della contea ungherese di Šariš.

## Geografia antropica
Il distretto è composto da 2 città e 41 comuni:

### Città
- Lipany
- Sabinov

### Comuni
- Bajerovce
- Bodovce
- Brezovica
- Brezovička
- Červená Voda
- Červenica pri Sabinove
- Daletice
- Drienica
- Dubovica
- Ďačov
- Hanigovce
- Hubošovce
- Jakovany
- Jakubova Voľa

- Jakubovany
- Jarovnice
- Kamenica
- Krásna Lúka
- Krivany
- Lúčka
- Ľutina
- Milpoš
- Nižný Slavkov
- Olejníkov
- Oľšov
- Ostrovany
- Pečovská Nová Ves
- Poloma

- Ratvaj
- Ražňany
- Renčišov
- Rožkovany
- Šarišské Dravce
- Šarišské Michaľany
- Šarišské Sokolovce
- Tichý Potok
- Torysa
- Uzovce
- Uzovské Pekľany
- Uzovský Šalgov
- Vysoká